# 罗托弗雷诺
罗托弗雷诺，是意大利皮亚琴察省的一个市镇。总面积34平方公里，人口11325人，人口密度333.1人/平方公里（2009年）。ISTAT代码为033039。